# Edicto de Fontainebleau

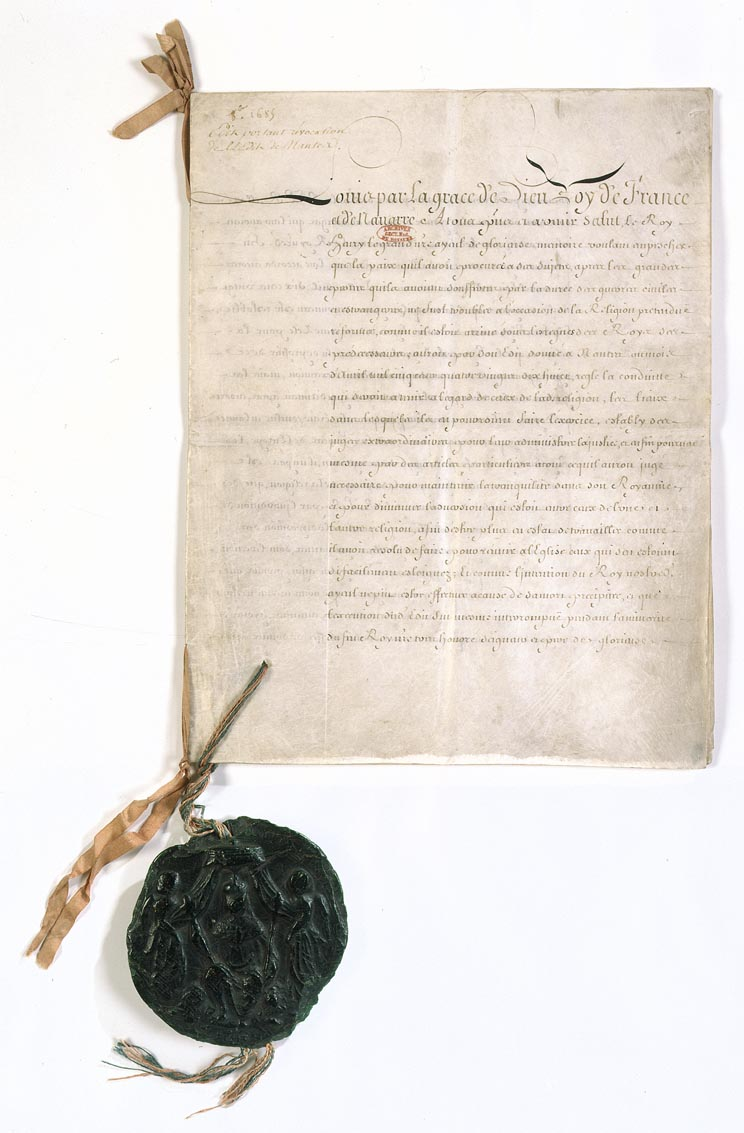
Edicto de Fontainebleau

El edicto de Fontainebleau, también conocido como la revocación del edicto de Nantes, fue un edicto promulgado por Luis XIV de Francia el 18 de octubre de 1685, según el cual sólo era legal en Francia la práctica de la religión católica. El edicto derogaba otro anterior, el de Nantes de 1598, reformado al final de las rebeliones de los hugonotes (1621-1629) mediante la Paz de Alés, que había garantizado a los hugonotes la práctica de su religión sin sufrir persecución del Estado. En la Alsacia, recientemente conquistada por Francia no se aplicó, permitiéndose el culto no católico, aunque se entregó a la Iglesia católica la catedral de Estrasburgo.
El edicto ordenó la destrucción de las iglesias de los hugonotes como la de Charenton-le-Pont o su transformación en iglesias católicas como la de Le Collet-de-Dèze y el cierre de las escuelas protestantes. Oficializó una persecución que había comenzado en agosto de 1681 en Aunis, Poitou y Saintonge con la Dragonada, nombre por el que se conoció la política represiva lanzada por el rey con la intención de obligar a los hugonotes a convertirse al catolicismo.
El 29 de octubre, Federico Guillermo I de Brandeburgo, aprobó el Edicto de Potsdam acogiendo a los expulsados.
La aplicación del edicto provocó en Francia  sublevaciones, como la de los Camisardos (1702-1715).
Fue derogado en 1787 por Luis XVI de Francia, mediante la aprobación del Edicto de Versalles.